# Campania aliată din Norvegia (1940)
Acest articol este despre operațiunile aliate din Norvegia din primăvara-vara anului 1940. Articolul despre acțiunile aliate principale din Norvegia din timpul celui de-al doilea război mondial este Campania aliată din Norvegia (al doilea război mondial).
Prima campanie aliată din Norvegia din timpul celui de-al Doilea Război Mondial s-a desfășurat în perioada aprilie 1940 – începutul lui iunie 1940.  Operațiunile Aliaților au fost concentrate în două zone: cea din nordul țării, din jurul portului Narvik și regiunea centrală a Norvegiei.
Printr-o coincidență, acțiunea aliată a fost purtată în același timp cu invaziile naziste a Danemarcei și Norvegiei din cadrul Operațiunii Weserübung declanșată pe 9 aprilie.

## Operațiunile din centrul Norvegiei
În Norvegia centrală, campania a fost reprezentată de atacurile asupra orașelor Åndalsnes și Namsos (Campania Namsos). Baze britanice au fost înființate în aceste două porturi imediat după invazia germană. Până în cele din urmă, în fața superiorității germane, menținerea pozițiilor de către aliați s-a dovedit o misiune imposibilă. După ce au înaintat pe valea Gudbrandsdal, lipsite fiind de un sprijin aerian corespunzător, forțele britanice au fost retrase în cele din urmă în mai din centrul Norvegiei.

## Operațiunile din Narvik
Centrul de greutate al operațiunilor s-a mutat mai apoi în nord. În zona portului Narvik, trupele aliate franco-britanico-polonezo-norvegiene au obținut succese importante. În prima și a doua bătălie de la Narvik, marina militară britanică a distrus forțele navale germane din zonă, iar forțele terestre aliate au cucerit orașul Narvik. Spre deosebire de operațiunile din centrul țării, la Narvik a fost creată o bază aeriană suficient de puternică pentru a contracara  acțiunile Luftwaffe, care nu a mai avut controlul total aerian.
Până în cele din urmă, succesele germanilor din Țările de Jos și din Franța după invazia declanșată pe 10 mai, combinate cu presiunile germane dinspre centrul Norvegiei spre nord, au pus în pericol pozițiile aliate de la Narvik. Trupele aliate au fost retrase din Narvik în Operațiunea Alfabet din 8 iunie 1940.

## Urmările campaniei aliate
Eșecul campaniei britanice – cu șansele irosite și cu succesele plătite greu – poate fi pusă în sarcina lui Winston Churchill, Prim Lord al Amiralității Britanice. Dar, de fapt,  'Dezbaterea campaniei norvegiene' din camera inferioară a Parlamentului Britanic, în timpul căreia numeroși parlamentari conservatori au refuzat să-l sprijine pe primul-ministru Neville Chamberlain, au dus la demisia lui și l-au propulsat pe Churchill în funcția de premier, în după-amiaza zilei de 10 mai.